# Csilla Ababi
Csilla Ababi (* 19. Juli 1983 in Oradea; † 16. September 2019) war eine rumänische Schauspielerin.

## Leben
Ababi wuchs in Oradea auf. Nach dem Besuch der weiterführenden Schule absolvierte sie von 2001 bis 2005 eine Ausbildung in Târgu Mureș an der Hochschule für Schauspielkunst in der István-Szentgyörgyi-Abteilung.
Nach ihrer Ausbildung war sie seit 2006 festes Mitglied des ungarischsprachigen Theaters Szigligeti Színház in Oradea.
Zudem war sie Gründungsmitglied der alternativen Bühne Oberon Csőszínház, spielte in dem Film Iszka utazása von Csaba Bollók und engagierte sich im Bereich der Theaterpädagogik.
Ababi erhielt 2016 den Kati-Földes-Preis und eine Auszeichnung (Nívódíj) als beste Hauptdarstellerin.
2019 starb sie nach längerer Krankheit.

## Bühnenrollen (Auswahl)
- A nő (Tímea-Aletta Szíjártó: Az eset)
- Chi (Joël Pommerat: Ma chambre froide)
- Éliante (Molière: Der Menschenfeind)
- Eszti (Józsi Jenő Tersánszky: Kakuk Marci)
- Irina (Anton Pawlowitsch Tschechow: Drei Schwestern)
- Irma (Csaba Székely: Bányavirág)
- Lena (Georg Büchner: Leonce und Lena)
- Lenszirom (Aladár Szilágyi: Leander és Lenszirom)
- Ludowika (Bertolt Brecht: Der kaukasische Kreidekreis)
- Madelaine (Szabolcs Fényes: Maya)
- Marja Antonowna (Nikolai Wassiljewitsch Gogol: Der Revisor)
- Placida (Carlo Goldoni: Das Kaffeehaus)